# 哈雷兄弟
《哈雷兄弟》（英語：Juice）是一部1992年美國犯罪驚悚片，歐內斯特·迪克森和杰拉德·布朗編寫劇本，同時也是迪克森的電影導演處女作。主演陣容包括奧馬爾·愛普斯、傑曼·霍普金斯、卡里爾·肯恩和圖帕克·夏庫爾。電影劇情圍繞在哈林區長大的四名黑人青年的生活，講述了他們的日常活動、他們與警察騷擾、敵對鄰里幫派及其家人的鬥爭。本片是夏庫爾出演的首部電影。電影1991年在紐約市拍攝，1992年1月17日在美國上映，由派拉蒙影業發行。

## 演員
- 奧馬爾·愛普斯飾演昆西·「Q」·鮑威爾
- 傑曼·霍普金斯飾演艾力克·「鋼鐵」·瑟曼
- 卡里爾·肯恩飾演拉希姆·波特
- 圖帕克·夏庫爾飾演羅蘭·畢夏普
- 辛蒂·赫倫飾演約蘭達
- 文森·拉瑞斯卡飾演拉達梅斯
- 山繆·傑克森飾演崔普
- 喬治·O·高爾二世飾演布萊恩
- 拉蒂法女皇飾演拉夫豪斯主持人

## 外部連結
- AllMovie上《哈雷兄弟》的资料（英文）
- 互联网电影数据库（IMDb）上《哈雷兄弟》的资料（英文）
- 爛番茄上《哈雷兄弟》的資料（英文）
- Box Office Mojo上《哈雷兄弟》的資料（英文）